# Халваши, Мамуд Ахмедович
Мамуд Ахмедович Халваши (1918, село Кантаури, Батумская область, Грузинская демократическая республика — 1965, село Кантаури, Кедский район, Аджарская АССР, Грузинская ССР) — звеньевой колхоза имени Сакнавти Кедского района, Аджарская АССР, Грузинская ССР. Герой Социалистического Труда (1949).

## Биография
Родился в 1918 году в крестьянской семье в селе Кантаури Батумской области. С раннего возраста трудился в сельском хозяйстве, затем — в местном колхозе имени Сакнавти Кедского района. В послевоенное время возглавлял табаководческое звено в этом же колхозе.
В 1948 году звено под его руководством собрало в среднем с каждого гектара по 18,5 центнера листьев табака сорта «Самсун» на участке площадью 3 гектара. Указом Президиума Верховного Совета СССР от 18 июня 1949 года удостоен звания Героя Социалистического Труда за «получение высоких урожаев табака в 1948 году» с вручением ордена Ленина и золотой медали «Серп и Молот» (№ 3801).
Скончался в 1965 году в родном селе Кантаури в возрасте 47 лет.